# 2018年诺贝尔和平奖
挪威诺贝尔委员会于2018年10月5日在挪威奥斯陆授予了德尼·穆奎格（ Denis Mukwege）和纳迪娅·穆拉德（ Nadia Murad ）2018年诺贝尔和平奖，以表彰他们为结束将性暴力用作战争和武装冲突的武器所做出的努力。 颁奖词写道“两位获奖者在关注和打击此类战争罪行方面都做出了重要贡献。” 在阅读了颁奖词后，委员会主席布雷特·赖斯-安德森告诉记者，“希望在今年的诺贝尔和平奖颁发后，人们可以更关注性虐待问题，并且使各层级管理机构人员承担起制止此类犯罪和有罪不罚行为的责任。”
颁奖词还强调了2018年颁发诺贝尔和平奖的历史背景：“今年是联合国安理会通过1820号决议 （2008）的第十年，该决议承认使用性暴力作为战争和武装冲突的武器这一行为既构成战争罪，也对国际和平与安全构成威胁。 1998年签署的《国际刑事法院罗马规约》对此也做出了如下规定：该规约规范了国际刑事法院的工作以及将性暴力作为战争和武装冲突的武器是严重违反国际法的行为。只有在战争中承认和保护妇女的人身安全及其基本权利，我们才能使世界变得更加和平。” 
穆奎格是第一位获得诺贝尔和平奖的刚果人，而穆拉德则是第一个获得该奖的伊拉克人，同時是第十七位获得该奖的女性。两位获奖者都于12月10日在奥斯陆市政厅发表了诺贝尔奖获奖感言，宣读获奖感言诺贝尔和平奖颁奖典礼的一部分（此典礼一般于12月9日至11日举行，是“奥斯陆诺贝尔日”的主要活动之一）。 

## 获奖公告
德尼·穆奎格（ Denis Mukwege）是一名妇科医生，专门治疗刚果民主共和国境内遭受性暴力侵害的女性，纳迪娅·穆拉德（ Nadia Murad）是雅兹迪教的人权主义倡导者。她曾作为伊拉克伊斯兰国性奴役而幸存下来，之後出版了一部有关于此痛苦经历的回忆录。 诺贝尔和平奖的奖项引述这样写道：“两位获奖者都以自己的方式帮助提高了人们对战时性暴力的关注程度，从而帮助了将肇事者绳之於法。”
挪威诺贝尔委员会主席贝里特·赖斯·安德森在被问到“我也是”运动（Me Too）是否对委员会的颁奖决定产生了影响进行了如下评论：“‘我也是’运动（Me Too）和战争罪并不完全是一回事。但这两者的共同点是，它们都见证了妇女的苦难，以及妇女所遭受的虐待。而且重要的是，它们都强调，妇女应丢掉羞耻的概念并站出来为自己说话。” 
当诺贝尔委员会宣布这一奖项的归属时，两位获奖者都处于失联状态，没人能通知到他们这一获奖消息。  “我当时在手术室里，虽然我注意到人群有些骚动，但那时我也并没有往这方面想，直到突然有人进来告诉我这个消息，”穆奎格在完成自己当天的第二台手术后告诉挪威日报《VG》，“当我在动手术的时候，听到人们开始哭泣，这太感人了，简直是太感人了。” 当他通过电话得知这一获奖的消息时说道：“我能从许多女性的脸上看到她们得到认可的那种快乐，这真是太令人感动了。” 随后他在医院对同事和支持者讲话时也说道：“世界各地最亲爱的幸存者们，我想告诉你们，通过这个奖项，世界正在倾听你的声音，并向冷漠的行为说不……我们希望世界上的人们要立刻以无尽的力量和决心行动起来，站到为女性发声的这一边。因为人类的生存取决于你们。女性们才是人类社会内涵的承载者。” 
“我希望这将有助于为那些遭受性暴力的妇女伸张正义。”穆拉德在马塞诸塞州剑桥市得知获奖消息时这样说道 她说，她将与“雅兹迪人，伊拉克人，库尔德人，其他受迫害的少数族裔以及世界各地无数性暴力的受害者们”共同分享自己的这一奖项，并会以此纪念她被伊斯兰武装分子所杀害的母亲。 而在诺贝尔颁奖典礼当晚穆拉德不得不取消作为特别演讲人于明德大学发表题目为“希望有期限，对中东地区民族与宗教暴力受害者面临困境的探讨”主题演讲。 明德大学校长劳里·帕顿在电子邮件中写道：“这是我有史以来写过最令人高兴的取消通知。”

## 获奖后公众反应
宣布此获奖消息后，推特（Twitter）上立即涌入了人们对此的激烈讨论。如，人权观察组织执行主席肯尼斯·罗斯称其为“期待已久的诺贝尔认可”，挪威难民理事会秘书长扬·埃格兰（Jan Egeland）称其为“长久以来最好的诺贝尔奖”，伊拉克政府也对穆拉德表示了“最深切的敬意”。 伊拉克议会中唯一的雅兹迪人维安·达克希尔（ Vian Dakhil ）在一份声明中写道，穆拉德“向全世界证明了生命与和平的意志凌驾于恐怖主义和强硬派思想的野蛮行为之上，”伊拉克总统巴拉姆·萨利赫（ Barham Salih）发推文说：“纳迪娅获得的荣誉反映了全世界对雅兹迪所发生的悲剧以及所有受伊拉克恐怖主义迫害者们的深切认识。” 非政府组织雅资达也发推说：“我们希望这一来自诺贝尔委员会的认可将有助于我们和纳迪娅共同努力实现正义，和平与和谐共处的目标。”  雅兹迪文档组织的胡萨姆-阿卜杜拉表示：“这一胜利代表了伊斯兰国犯下的种族灭绝罪行获得了国际上共同的谴责，”他这里所指的罪行是2014年8月发生的的辛加尔大屠杀。 
联合国秘书长安东尼奥·古特雷斯在联合国的各种发言中表示 ：“通过对这些人类尊严捍卫者的表彰，该奖项也是对全世界无数受害者的认可，他们往往被污名化，被隐藏和遗忘。这也是属于他们的奖项……让我们通过帮助全世界的性暴力受害者们，向两位新晋诺贝尔奖获得者致敬。”联合国人权事务高级专员办事处的蜜雪儿·巴舍莱（Michelle Bachelet）说：“纳迪娅和德尼，我相信我可以代表所有人权捍卫者在这儿发言。我们向你们致敬并对你们的行为敬佩不已。你们为推进承认女性因性虐待而遭受的痛苦而奋斗，为恢复她们的尊严而奋斗。这个世界需要更多的人像你们一样站起来，为妇女、少数群体、每个人的权利及正义而奋斗"。
对两位获奖者表达公开赞扬的其他世界领导人包括刚果民主共和国政府发言人兰伯特·门德、欧洲理事会主席唐纳德·图斯克、欧洲联盟委员会发言人娜塔莎·贝托、北约秘书长詹斯·斯托尔滕贝格以及德国总理安格拉·默克尔的发言人斯特芬·塞伯特。 

## 获奖者的工作
自1999年在基伍（Kivu）冲突爆发以来，穆奎格以及他在布卡武（Bukavu）创建的潘兹医院（ Panzi Hospita）已为约50,000名遭受性侵犯的妇女及其因性暴力而出生的子女提供了医学治疗。 记者尼古拉斯·克里斯托夫（ Nicholas Kristoff）讲述了自2010年对穆奎格医生进行采访以来，其在刚果东部地区努力治疗了众多强奸受害者身上的可怕内伤，并冒着他和家人的生命危险站出来为她们说话的故事。除此之外，克里斯托夫也提到了穆拉德自2014年被绑架和奴役以来为公开谈论雅兹迪人所面临的困境（尤其是那些被迫沦为性奴隶的妇女和女孩）所做出的努力。 

## 颁奖仪式
自1990年以来，每年的12月10日，即阿尔弗雷德·诺贝尔逝世周年纪念日，挪威诺贝尔委员会主席都会在奥斯陆市政厅举行的颁奖典礼上颁发诺贝尔和平奖。获奖者在颁奖典礼上会在挪威国王及皇室成员在场的情况下宣读自己的诺贝尔获奖感言 并将获得诺贝尔奖状，奖章和确认诺贝尔奖金额的文件。
在2018年诺贝尔和平奖颁奖典礼演讲中，诺贝尔委员会主席贝里特·赖斯·安德森（Berit Reiss-Andersen）重申了委员会决定授予穆奎格和穆拉德该奖项的决定，以表彰他们各自为解决性暴力战争罪所做出的努力。安德森还称赞两位获奖者继承了“人类尊严拥护者的悠久传统”。而这一天碰巧也是《世界人权宣言》的周年纪念。 
在诺贝尔奖获奖演讲中，纳迪娅·穆拉德（Nadia Murad）从自身的经历出发描述了雅兹迪社区所面临的困境，但即使这样，她仍旧表示“今天因为获奖而产生的希望标志着一个新时代的开始……这为保护妇女，儿童和少数群体免受迫害制定了新的规划，对性暴力的受害者的保护尤甚”。她呼吁国际社会“团结起来，与不公正和压迫做斗争”，“共同扬声”，并“拒绝暴力、反对奴隶制度、取缔种族歧视、提倡自由并强调人权和平等的重要性。” 
德尼宣布此获奖消息后，推特（Twitter）上立即涌入了人们对此的激烈讨论。如人权观察组织执行主席肯尼斯·罗斯称其为“期待已久的诺贝尔认可”，挪威难民理事会秘书长扬·埃格兰（Jan Egeland）称其为“长久以来最好的诺贝尔奖”，伊拉克政府也对穆拉德表示了“最深切的敬意”。 ·穆奎格（Dennis Mukwege）在他的诺贝尔奖演讲中讲述了他自第一次刚果战争以来在潘兹医院治疗那些因大规模强奸和残害而入院的婴儿，女孩和妇女们时感受到的无比可怕的痛苦。他指出，这种痛苦“使全人类蒙羞”。他说，在有数十万人被强奸，400万人在国内流离失所和600万人被杀害的情况下，“只有打击有罪不罚的现象才能打破这种暴力的恶性循环。” 

## 诺贝尔委员会
挪威议会任命的挪威诺贝尔委员会所负责的任务是，审查从2017年9月到2018年2月1日的提名名单并最终选择获奖者。 2018年在任的挪威议员名单如下： 
- 贝里特·赖斯·安德森 (Berit Reiss-Andersen)（委员会主席，1954年出生），是一名辩护律师（大状师），并为挪威律师协会主席，曾任司法和警察部长国务秘书（代表工党）。自2012年起担任挪威诺贝尔委员会委员，并于2018年至2023年期间连任。
- 亨里克·塞瑟 （Henrik Syse）（委员会副主席，1966年出生），担任奥斯陆和平研究所研究教授。自2015年起担任挪威诺贝尔委员会委员，任期2015-2020年
- 索比昂·贾格兰(ThorbjørnJagland）（生于1950年），曾任挪威议会议员，议会主席，前工党首相，现任欧洲委员会秘书长。 自2009年至2015年，担任挪威诺贝尔委员会主席，现为普通会员。自2009年以来担任委员会成员，并于2015-2020年期间连任。
- 安妮·恩格（ Anne Enger ）（生于1949年），曾任挪威中间党领导人和文化部长。担任委员会成员的任期为2018–2020年
- 阿什勒·脱耶（Asle Toje）（生于1974年），外交政策学者。担任委员会成员的任期为2018-2023年。

诺贝尔委员会审议了2018年获得提名的331个个人或组织，其中216项为个人提名，115项为组织提名，仅次于2016年创纪录的376名候选提名数量。 赔率最大的提名者包括朝鲜最高领导人金正恩，韩国总统文在寅和美国总统唐纳德·特朗普，因为他们在2018年初朝鲜朝韩关系的解冻中发挥了重要的作用。      而进入奥斯陆和平研究所（PRIO）所长的“候选名单”的提名者包括解决饥饿和粮食安全问题的世界粮食计划署；倡导反对性暴力的医生德尼·穆奎格 (Denis Mukwege)，纳迪娅·穆拉德（Nadia Murad）以及塔拉纳·波克（Tarana Burke）； 地中海紧急救援组织（SOS Méditerranée） ，无国界医生组织（Doctors Without Borders）和国际救援委员会（nternational Rescue Committee），他们分别针对地中海地区和利比亚的迁徙危机开展了人道主义救助工作；提出《采掘业透明度倡议》（Extractive Industries Transparency Initiative））以倡导要在武装冲突与采掘自然资源治理中建立反腐败系统并提高透明度的奥比·埃塞克韦西利（Oby Ezekwesili） ；以及着重强调了针对那些报道冲突和暴行的记者所遭受的不公正待遇的无国界记者组织 (Reporters Without Borders)。 